# Artedius lateralis
Artedius lateralis es una especie de pez del género Artedius, familia Cottidae, orden Scorpaeniformes. Fue descrita científicamente por Girard en 1854.
Es una especie inofensiva para el ser humano.

## Descripción
La longitud total es de 14 centímetros.

## Distribución y hábitat
Se distribuye por el Pacífico Norte:  islas del Comandante, Rusia y la costa del mar de Bering en Alaska hasta las islas Aleutianas y bahía de San Quintín, en el norte de Baja California, México. Habita en zonas intermareales donde puede alcanzar los 13 metros de profundidad.